# Google for Education
Google for Education é um serviço do Google que fornece variados produtos da empresa, personalizáveis de forma independente, através de um nome de domínio fornecido pelo cliente. Lançado em 2006, o conjunto inclui uma versão específica do G Suite (G Suite for Education) e o uso de Chromebooks. Por meio de parceria, também é possível a criação da Sala Google, ambiente físico nas instituições de ensino equipado com os recursos tecnológicos, personalizado com mobiliário diferenciado e ornamentado com as cores da empresa Google.

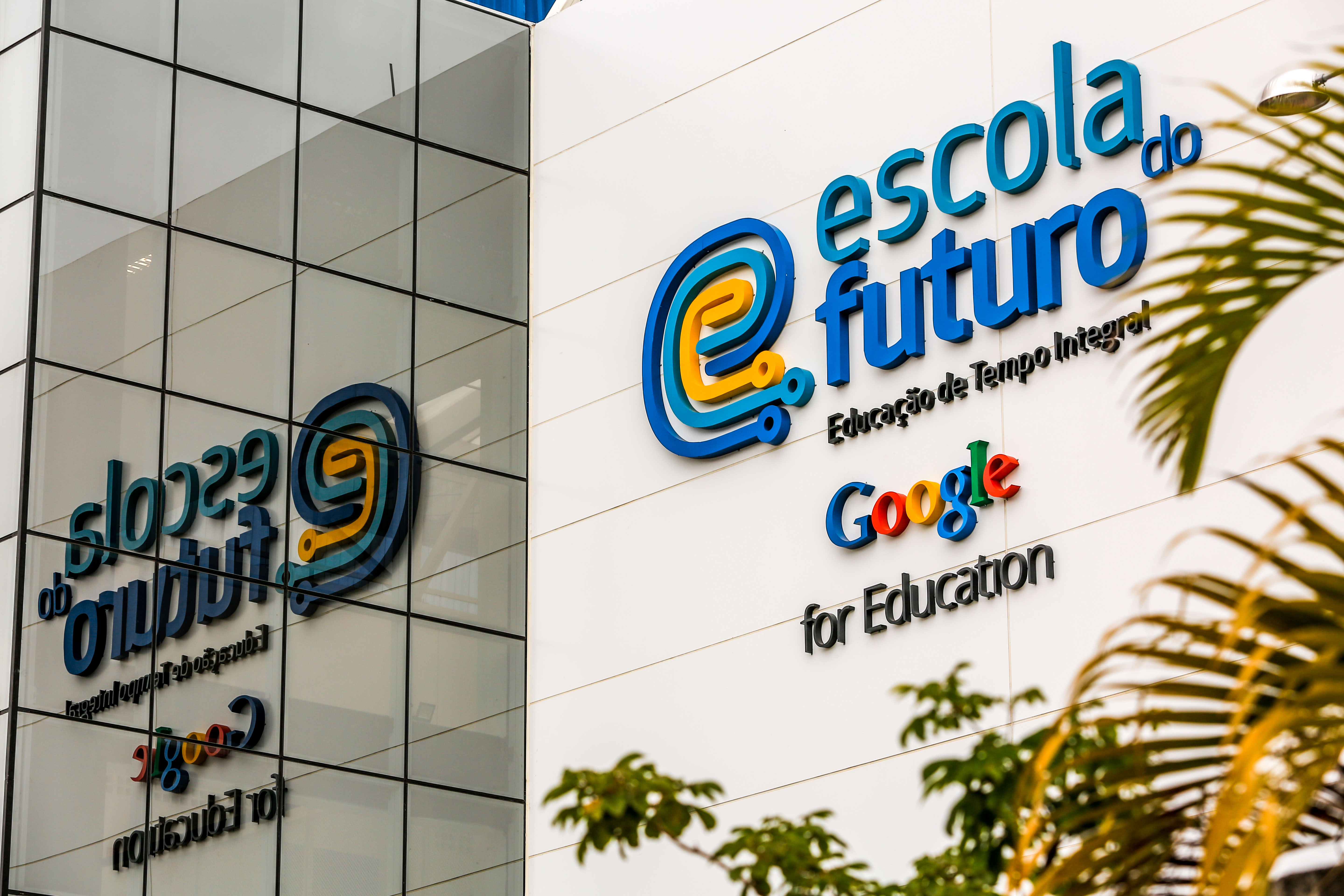
Google for Education e a Escola do Futuro de Itapevi, São Paulo

Por intermédio do G Suite for Education, o programa inclui aplicações web com funcionalidades semelhantes a outros pacotes office, como o Gmail, Google Meet, Calendar, Drive, Docs, Forms, Slides, Jamboard, Groups, Page Creator, Classroom e Vault. A adesão à plataforma é gratuita e escolas e instituições de ensino superior podem pedi-la. O serviço é utilizado tanto pelos educadores, que são estimulados a adotar métodos de ensino que envolvam a tecnologia, como pelos alunos, que usufruem do aprendizado no ato do uso na escola e em seu cotidiano. Os benefícios também incluem praticidade e otimização de tempo.
Segundo informações de maio de 2020, cerca de 120 milhões de alunos e professores utilizavam o Google for Education no mundo. No entanto, o uso das funcionalidades digitais foi ampliado no decorrer desse ano devido à pandemia de COVID-19, calamidade que demandou a paralisação de aulas presenciais em todo o planeta. Ao mesmo tempo, como forma de amenizar os prejuízos, foi intensificada a busca por interação virtual entre escolas e alunos. A América Latina foi a região que registrou a maior expansão do projeto durante esse período deturpado, tanto nas instituições de ensino público como privado.